# سن وینچنزو واله روتو
سن وینچنزو واله روتو (به ایتالیایی: San Vincenzo Valle Roveto) یک کومونه در ایتالیا است که در استان لاکویلا واقع شده‌است. سن وینچنزو واله روتو ۴۳٫۳۷ کیلومتر مربع مساحت و ۲٬۳۷۰ نفر جمعیت دارد و ۳۸۸ متر بالاتر از سطح دریا واقع شده‌است.